# Казадеи, Чезаре
Чеза́ре Казаде́и (итал. Cesare Casadei; род. 10 января 2003, Равенна) — итальянский футболист, полузащитник клуба «Торино» и молодёжной сборной Италии.

## Клубная карьера
Казадеи родился 10 января 2003 года в Равенне. Первым клубом игрока была «Червия», затем он тренировался в академии «Чезены». В 2018 году после банкротства «Чезены» Чезаре перешёл в миланский «Интер». В первом же сезоне Казадеи стал чемпионом Италии в возрастной группе до 17 лет, тренером той команды был Андреа Дзанкетта. Чезаре не был ключевым игроком той команды, однако в плей-офф внёс существенный вклад в итоговый результат, отметившись голом в четвертьфинальном матче против «Дженоа». В следующем сезоне итальянец прекрасно проявил себя в коллективе под руководством Кристиана Киву, забив 10 голов в 15 матчах чемпионата U-17, а «Интер» снова стал победителем турнира. В январе 2020 года Армандо Мадонна — тренер команды «нерадзурри» до 19 лет, которая выступает в Примаевре — вызвал Казадеи для участия во встрече против «Сампдории», и Чезаре в своей первой же игре на этом уровне забил гол, выйдя на замену во втором тайме. 16 августа 2020 года полузащитник забил победный гол в матче Юношеской лиги УЕФА против французского «Ренна». В том же году он был внесён газетой The Guardian в список самых талантливых футболистов 2003 года рождения.
В сезоне 2021/22 «Интер» стал победителем Примаверы, а Казадеи был признан лучшим игроком плей-офф. В финальном матче против «Ромы» именно гол Чезаре позволил перевести игру в дополнительное время, где «чёрно-синие» оказались сильнее соперника.
19 августа 2022 года перешёл в английский «Челси», заключив контракт на шесть лет. Сумма трансфера составила 15 миллионов евро. Казадеи был зачислен в молодёжную команду клуба, за которую дебютировал 31 августа в матче против «Саттон Юнайтед». В этой встрече полузащитник получил красную карточку. В первой части сезона 2022/23 Чезаре провёл 9 игр и забил 4 гола в Премьер-лиге 2. 30 января 2023 года он был отдан в аренду в выступавший в Чемпионшипе «Рединг». Казадеи стал игроком стартового состава, что, однако, не помогло команде избежать выбывания в Лигу 1. В составе «Рединга» итальянец забил 1 гол (в ворота «Блэкберн Роверс»).
Летом 2023 года Казадеи снова был отдан в аренду: на этот раз — в только что выбывший из Премьер-лиги «Лестер Сити». Полузащитник мог присоединиться и к «Дженоа» — клубу итальянской Серии А, однако руководители «синих» посчитали целесообразным отправить футболиста в английский клуб, чтобы поспособствовать его адаптации к местному стилю игры. 19 августа 2023 года в матче против «Кардифф Сити» Чезаре дебютировал за «лис» и сразу отметился победным голом. 19 января 2024 года был отозван из аренды и вернулся в «Челси». Впервые в чемпионате Англии итальянец сыграл 31 января 2024 года в матче против «Ливерпуля» (1:4), выйдя на замену на 85-й минуте вместо Коула Палмера.
2 февраля 2025 года Касадеи подписал контракт с клубом Серии A «Торино».

## Карьера в сборной
Казадеи играл за итальянские сборные разных возрастов (до 16, 17, 18, 19 лет).
В июне 2022 года Чезаре принял участие в чемпионате Европы среди игроков до 19 лет, проходившем в Словакии. Полузащитник неплохо проявил себя и был одним из кандидатов в символическую сборную турнира, но в итоге не попал в неё.
В 2023 году Казадеи был вызван молодёжную сборную Италии для участия в чемпионате мира. В первом туре группового этапа в матче против сборной Бразилии итальянец оформил дубль и отметился голевой передачей, а итальянская команда победила со счётом 3:2. Он также отличился двумя забитыми мячами в третьем туре в поединке с Доминиканской Республикой. В 1/8 финала в игре с англичанами (2:1) Казадеи забил победный гол, реализовав пенальти на 87-й минуте встречи. В четвертьфинале Казадеи снова забил, точно пробив головой после навеса с углового, а в полуфинале он красивым ударом в одно касание в верхний угол открыл счёт в поединке. В финальной встрече против Уругвая Италия проиграла, пропустив единственный мяч в концовке после розыгрыша углового: именно от ноги Чезаре мяч отскочил к Лусиано Родригесу, который и принёс южноамериканцам победу. По итогам турнира Казадеи стал обладателем Золотой бутсы (7 голов) и Золотого мяча.
В сентябре 2023 года был впервые вызван в сборную Италии до 21 года. Дебютировал за сборную 8 сентября 2023 года в отборочном матче молодёжного Евро-2025 против сборной Латвии (0:0), проведя на поле весь матч.

## Стиль игры
Казадеи считается одним из самых перспективных итальянских талантов своего поколения, его называют всесторонне развитым и современным полузащитником, который превосходит всех как физически, так и технически. Он может играть на обоих флангах в трио полузащитников из трёх, четырёх или пяти человек, а также как атакующий полузащитник или даже в роли защитника. В основном он играет правой ногой, но при этом вполне комфортно владеет и левой.
Несмотря на высокий рост и небольшую вальгусную деформацию, он элегантен и удобен при работе с мячом, будь то пас или передача, а также демонстрирует хороший темп и координацию. Благодаря движению за пределами поля, интеллекту и умению бить и направлять мяч, он может получить множество шансов для взятия ворот. В обороне он склонен нырять в подкат и прессинговать соперников, а также использовать своё тело для дуэлей с соперниками или защиты мяча.
Благодаря своим навыкам Чезаре сравнивали с Массимо Амброзини и Сергеем Милинковичем-Савичем, хотя в качестве источников вдохновения он называл Николо Бареллу, Марцело Брозовича, Раджу Наингголана, Хавьера Санетти и Федерико Вальверде.

## Достижения

### Командные
«Интер»
- Победитель Примаверы: 2021/22

Сборная Италии (до 20 лет)
- Серебряная медаль молодёжного чемпионата мира: 2023

### Личные
- Золотой мяч молодёжного чемпионата мира: 2023
- Лучший бомбардир молодёжного чемпионата мира: 2023 (7 голов)